# José Pedro (football, 1954)
Pour les articles homonymes, voir José Pedro.
José António Pedro dit José Pedro,  est un footballeur angolais et portugais né le 15 novembre 1954 à Luanda en Angola portugais. Il évoluait au poste d'attaquant.

## Biographie
Né à Luanda, en Angola, José Pedro commence sa carrière en intégrant l'équipe junior du Benfica Lisbonne, l’un des clubs les plus réputés du Portugal. Il rejoint ensuite l’équipe première en 1973, où il fait ses débuts professionnels. Cependant, il peine à obtenir un temps de jeu conséquent et ne participe qu’à cinq rencontres de championnat avec un but marqué pour Benfica,.
Cherchant à relancer sa carrière, il signe en 1975 avec le GD Chaves, où il demeure pendant deux saisons. Son parcours se poursuit au CD Feirense en 1977, où il inscrit un but en deux apparitions. En 1980, il rejoint le CS Marítimo, équipe avec laquelle il connaît l'une de ses meilleures périodes, cumulant 35 apparitions pour 6 buts inscrits. Ces performances lui ouvrent les portes du CF Belenenses et, plus tard, d’Estoril-Praia et du Boavista FC,.
José Pedro poursuit sa carrière au sein de plusieurs autres clubs portugais, y compris Fafe, Mealhada, Mortágua, Odivelas, et finalement, il termine sa carrière dans des équipes de divisions inférieures comme le Messinense et le FC Urzelinense,.

## Palmarès
Benfica Lisbonne
- Championnat du Portugal :
  - Vainqueur : 1974-75

 CS Marítimo
- Segunda Divisão :
  - Vainqueur : 1981-82